# Dama Ali
El Dama Ali és un volcà en escut situat a la riba nord-oest del llac Abbe, a la regió Àfar, Etiòpia. El volcà fa uns 25 km d'amplada i el seu cim s'eleva fins a 1.068 msnm. La darrera erupció coneguda es remunta al 1631, quan es diu que va matar una cinquantena de persones. Hi ha fumaroles i aigües termals, signes d'activitat volcànica.